# San Nicolás kommun, Tamaulipas
San Nicolás är en kommun i Mexiko.   Den ligger i delstaten Tamaulipas, i den centrala delen av landet, 600 km norr om huvudstaden Mexico City. Antalet invånare är 1 044. Arean är 458 kvadratkilometer.
Terrängen i San Nicolás är huvudsakligen lite kuperad.